# Рекрутское депо морской пехоты Пэррис-Айленд
Учебный центр Корпуса морской пехоты «Пэррис-Айленд» — военная база США, занимающая 32,9 км², расположенная в штате Южная Каролина на острове Пэррис (Паррис) недалеко от города Бьюфорт. Основная задача — тренировка морских пехотинцев. Все рекруты женского пола со всех штатов и рекруты мужского пола, проживающие восточнее реки Миссисипи, проходят начальное обучение в этом центре. Рекруты-мужчины, проживающие западнее Миссисипи, проходят начальное обучение в учебной части морской пехоты Сан-Диего (Сан-Диего, штат Калифорния).

## История

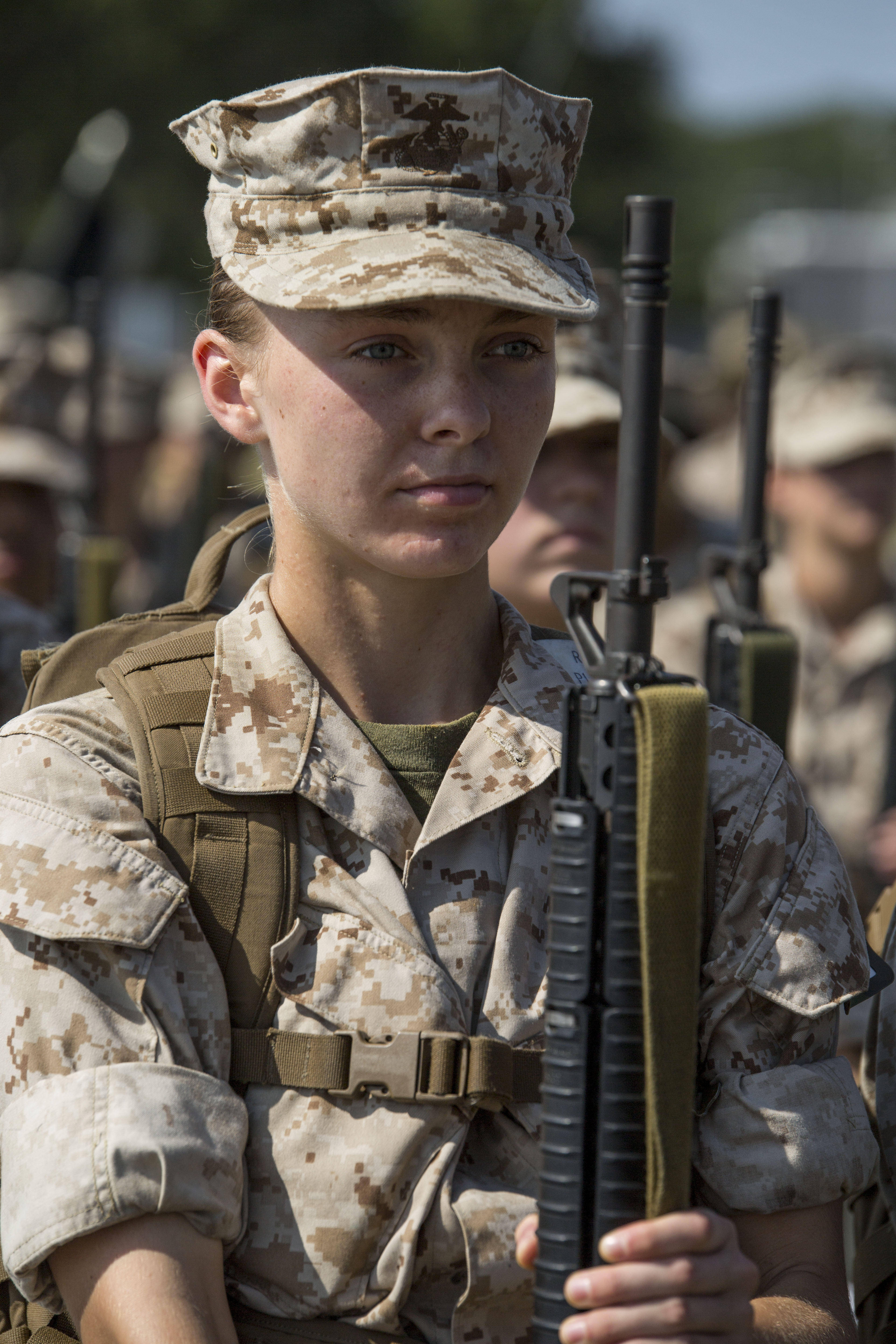
Рекрут в Пэррис-Айленде

Остров был открыт испанцем Лукасом Васкесом де Айльоном в 1526 году, а в 1562 году стал французской базой Шарльфор (Charlesfort) в Новом Свете. В 1566 году испанцы основывают на острове поселение Санта-Элена, просуществовавшее 21 год. В XVII веке на остров приходят англичане. В начале XVIII века остров получает современное название.
26 июня 1891 года первые подразделения морской пехоты вступили на этот остров с задачей охранять созданную здесь военно-морскую базу.
В 1915 году остров был передан в полное распоряжение морской пехоты и был открыт центр обучения новобранцев.
В годы Первой мировой войны обучение прошли 41000 морских пехотинцев.
До 1929 года, когда был построен мост, единственным способом добраться до базы были корабли.
С 1941 по 1945 год в Пэррис-Айленде прошли обучение 222000 человек.
За время корейской войны обучение прошли 138000 морских пехотинцев.
Следующий пик подготовки морпехов приходится на войну во Вьетнаме.
Сегодня в Пэррис-Айленде тренируют около 17 000 морских пехотинцев в год.
Также этот центр был показан в фильме Стенли Кубрика «Цельнометаллическая оболочка».

## Жестокость в морской пехоте США
Военное командование закрывало глаза и даже поощряло жестокость и побои сержантов-инструкторов по отношению к новобранцам. Также из-за географического положения, Пэррис-Айленд находится в южном штате Южная Каролина, в учебной части всегда остро стояли расовые проблемы. За околовековую историю учебной части Пэррис-Айленд по вине сержантов погибли сотни новобранцев
.
Яркий пример подобного отношения — сержант-инструктор Мэтью Маккеон. В ночь на 9 апреля 1956 года в учебной части Пэррис-Айленд пьяный сержант Метью Маккеон в ливень поднял 74 новобранца, загнал в болотистую местность и там заставил переправляться через реку Риббон-Крик (Ribbon Creek). В результате утонуло 6 человек.
На удивление, Маккеону в суде были вынесены обвинения всего лишь в халатном отношении к службе, повлёкшим за собой гибель людей, и распитии спиртных напитков в казарме. Он был приговорён к 9 месяцам тюрьмы, разжалованию в рядовые и штрафу в 270 долларов. Однако командование снизило тюремное пребывание до 3 месяцев, а также отменило штраф. После этого Маккеон вернулся на службу.